# Commerce (stanice metra v Paříži)
Commerce je nepřestupní stanice pařížského metra na lince 8 v 15. obvodu v Paříži. Nachází se pod ulicí Rue du Commerce u náměstí Place du Commerce.

## Historie
Stanice byla otevřena 27. července 1937 při prodloužení tratě ze stanice La Motte-Picquet – Grenelle do Balard.

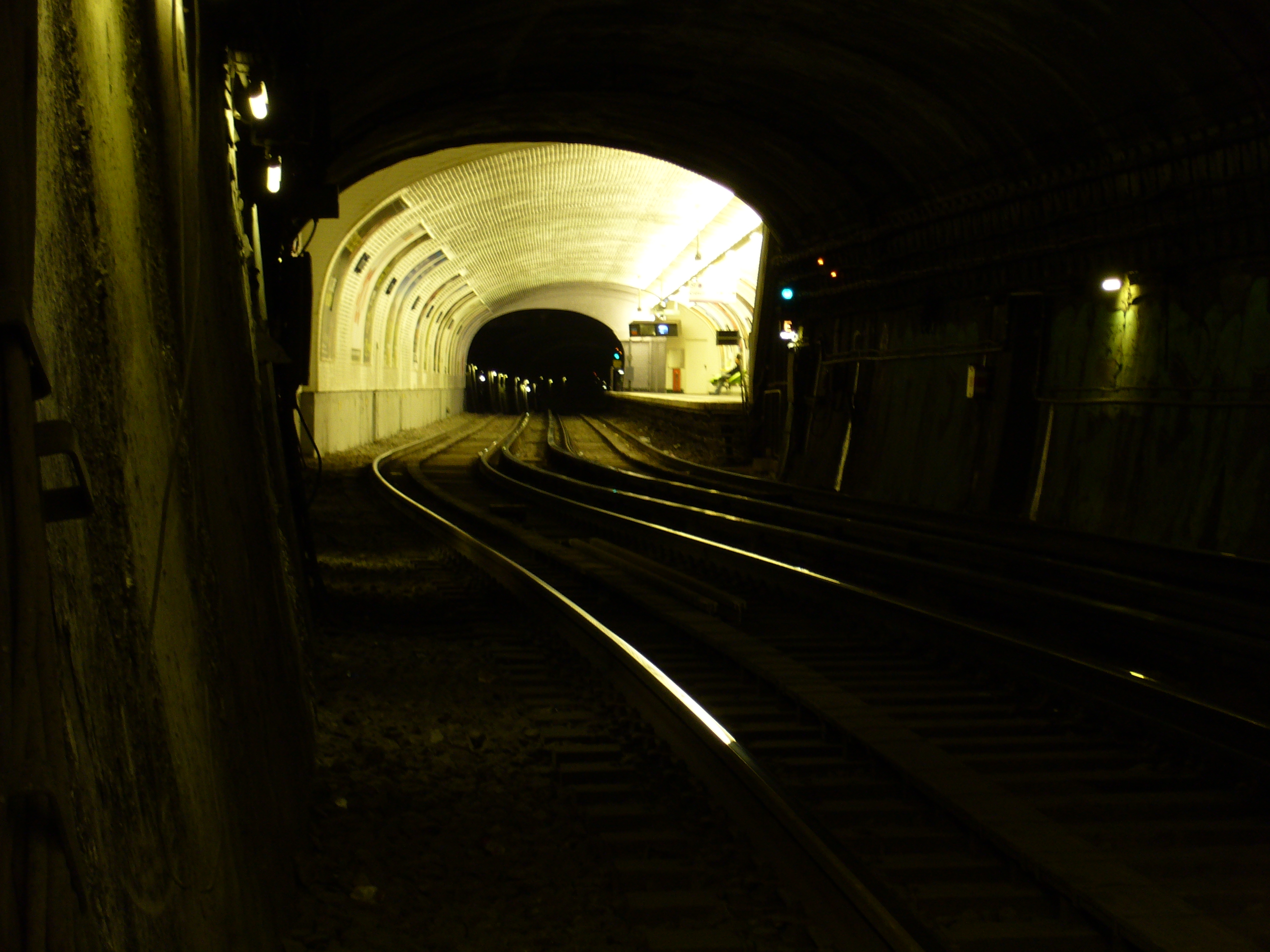
Průhled tunelem na druhé nástupiště

Stanice musela být vzhledem k okolnostem postavena nezvyklým způsobem. Ulice Rue du Commerce, pod kterou vede linka metra, je příliš úzká, takže nástupiště nemohla být vybudována obvyklým způsobem proti sobě. Byly proto zřízeny za sebou. Na jednom nástupiště jsou proto vždy dvě koleje - přední pro nástup a výstup, po zadní vlaky přejíždějí na druhé nástupiště. Obdobným způsobem a ze stejných důvodů byla postavena ještě jedna stanice v Paříži - Liège na lince 13.

## Název
Jméno stanice znamená česky „obchod“ a je odvozeno od Rue du Commerce neboli Obchodní ulice. Tato ulice byla v 19. století hlavní obchodní ulicí bývalého města Grenelle, které je dnes součástí Paříže.

## Vstupy
Stanice má dva východy na náměstí Place du Commerce.